# Tytan
Tytan is een Britse New wave of British heavy metalband uit Londen, geformeerd in 1981, ontbonden in 1983 en herenigd in 2010.

## Bezetting
Huidige bezetting
- Kevin 'Skids' Riddles (e-basgitaar)
- Andrew Prestidge (drums)
- Steve Gibbs (e-gitaar)
- Steve Mann (e-gitaar)
- Tom Barna (zang, e-gitaar)

Voormalige leden
- Les Binks (drums)
- Simon Wright (drums)
- Dave Dufort (drums)
- Stuart Adams (e-gitaar)
- Gary Owens (e-gitaar)
- Norman 'Kal' Swan (zang)
- Isabella Fronzoni (e-gitaar)

## Geschiedenis
De band werd in september 1981 opgericht door bassist en zanger Kevin 'Skids' Riddles en drummer Dave Dufort, nadat hun band Angel Witch was ontbonden. Nadat zanger Norman 'Kal' Swan en de gitaristen Steve Gibbs en Stuart Adams de band hadden gecompleteerd, verscheen Blind Men and Fools in 1982 bij Kamaflage Records. Na het uitbrengen werd gitarist Stuart Adams in de zomer van 1982 vervangen door Gary Owens, die later zou worden vervangen door Steve Mann (Lionheart). De band nam ook een album op. De opnamen vonden plaats in de Ramport Studios in Battersea onder leiding van Will Reid-Dick.
Vóór de opnamen verving drummer Les Binks (ex-Judas Priest, Lionheart) Dave Dunfort. In het nummer Women on the Frontline was Jody Turner van Rock Goddess te horen als gastzangeres. In oktober 1982 werd Binks vervangen door Tony Boden tijdens de tournee door het Verenigd Koninkrijk, samen met Tygers of Pan Tang. Boden werd later vervangen door Simon Wright. Omdat Kamaflage Records in financiële moeilijkheden was geraakt, werd het uitbrengen van het album Rough Justice uitgesteld tot 1985 en gebeurde dit via Metal Masters Records. De band was al in 1983 ontbonden. In 2010 kwam de band weer bij elkaar en speelde onder meer op het Duitse Keep It True.

## Stijl
De band behoorde tot de New Wave of British Heavy Metal. De muziek is gevarieerd, waarbij Rude Awakening neigt naar het genre doommetal, dat nog niet was afgebakend van heavy metal, en The Watcher naar powermetal, dat op dat moment ook nog niet was afgebakend. Holger Andrae van Powermetal.de vergeleek ze met Tygers van Pan Tang, waarbij Tytan niet zo uitstekend op gitaargebied is. Natuurlijk is er niet op elke straathoek een John Sykes. Kal komt heel dicht bij zijn collega, vooral met luidklinkende nummers als Far Cry. Götz Kühnemund gebruikte ook de Rock Hard-vergelijking met de Tygers van Pan Tang. Tytans mix van hardheid en melodie herinnert aan hun vroege stadia, met zanger Swan als Jon Deverill met een David Coverdale-inslag.

## Discografie
- 1982: Blind Men and Fools (single, Kamaflage Records)
- 1985: Rough Justice (album, Metal Masters Records)